# Monarkianism
Monarkianism, samlande beteckning för kristologiska riktningar inom fornkyrkan som betonade enheten hos Gud och därmed tog avstånd från treenighetsläran såsom den kom att definieras av den segrande teologin. Till monarkianismen hör bl.a. adoptianism och modalism.